# Cristatogobius
Cristatogobius là một chi của Họ Cá bống trắng

## Các loài
Chi này hiện hành có các loài sau đây được ghi nhận:
- Cristatogobius albius T. R. Chen, 1959
- Cristatogobius aurimaculatus Akihito & Meguro, 2000
- Cristatogobius lophius Herre, 1927
- Cristatogobius nonatoae (Ablan, 1940)
- Cristatogobius rubripectoralis Akihito, Meguro & Ka. Sakamoto, 2003